# Batalla de la Línea de Donetsk (2022-presente)
La batalla de la Línea de Donetsk son una serie de enfrentamientos por el control de la línea defensiva de suburbios del oeste periurbano de Donetsk que comenzó el 15 de agosto de 2022, luego de que Rusia tomara el asentamiento de Pisky apenas unas semanas antes.

## Historia
A lo largo de la campaña de Ucrania oriental en la invasión rusa de Ucrania, las líneas de frente alrededor de la ciudad de Donetsk habían estado relativamente estancadas debido a ocho años de una frontera congelada entre la autoproclamada República Popular de Donetsk (RPD) y Ucrania. Se produjeron choques relevantes en Avdiivka y Márinka, pero desde marzo de 2022, la única batalla importante para ambos bandos fue la captura rusa de Pisky en agosto de 2022, después de arrasarlo hasta los cimientos. La ciudad de Pervomaiske se encuentra directamente al oeste de Pisky, y el pueblo de Vodiane está directamente al norte de Pisky, separados por un estanque. Capturar Netailove, un pueblo al norte de Pervomaiske, brindará la oportunidad de capturar Karlivka. Tras la captura rusa de Pisky en algún momento antes del 24 de agosto, unidades de las milicias prorrusas de la RP de Donetsk y las Fuerzas Armadas de Rusia lanzaron sus primeros ataques cerca de Pervomaiske, pero sin resultados concluyentes.

## Batalla
El primer ataque a Pervomaiske fue el 15 de agosto, después de que las fuerzas de la RP de Donetsk rusa lanzaran ataques contra la ciudad. Los canales rusos de Telegram afirmaron que elementos de la Brigada 100 de la RPD participaron en estos ataques. Se registraron más ataques el 25, 30 y 31 de agosto, según el Estado Mayor ucraniano, pero no hubo ningún resultado perceptible. Las fuerzas rusas también comenzaron a lanzar ataques contra Vodiane el 15 de agosto, pero se sabe poco sobre ellos. El 17 de agosto, las fuerzas rusas lograron avances no especificados en Opytne, una aldea al este de Vodiane. Las fuerzas rusas lanzaron ataques nuevamente el 18 y 19 de agosto, hacia Pervomaiske y Vodiane, pero sin éxito. A lo largo de finales de agosto, continuaron los enfrentamientos a lo largo de la carretera E50 entre Pervomaiske y Pisky, sin avances consolidados en ninguno de los lados. Durante este tiempo, las fuerzas rusas consolidaron sus ganancias en Pisky y las últimas unidades ucranianas en la ciudad se retiraron hacia Pervomaiske, formando una línea de defensa entre las ciudades de Nevelske, Krasnohorivka y Pervomaiske.
A principios de septiembre, continuaron los ataques rusos entre Pervomaiske y Pisky, aunque los ataques a Vodiane se ralentizaron. El 11.º Regimiento de la DPR jugó un papel en algunos ataques. El 5 de septiembre, blogueros prorrusos afirmaron que las tropas rusas habían entrado en los límites de la ciudad de Pervomaiske al capturar un puente, aunque ese mismo día, los informes del Estado Mayor ucraniano reclamaron territorio más al sur de la ciudad, incluidos Spartak y Pisky. El presidente de la DPR, Eduard Basurin, afirmó que las ofensivas en Pisky eran parte de un intento mayor de rodear Avdiivka. Los ataques rusos y los contraataques ucranianos disminuyeron drásticamente después del 11 de septiembre, y no se informó de ninguno hasta el 20 de septiembre. A fines de septiembre, las fuerzas rusas también lanzaron ataques en las carreteras cercanas a Vodiane, con resultados desconocidos. En algún momento de septiembre, las fuerzas rusas capturaron el paso elevado inacabado de Republica Mist, que se había convertido en un bastión ucraniano después de que estallaran los combates en 2015 en la guerra del Dombás.
El 8 de octubre, el regimiento 11 y el batallón Somalia de la RPD atacaron Pervomaiske nuevamente, con resultados desconocidos. A fines de octubre, las fuerzas rusas lanzaron una ofensiva localizada en Vodiane, comenzando el 23 de octubre y supuestamente capturando la parte este de la ciudad el 30 de octubre. Fuentes del gobierno ucraniano afirmaron que las fuerzas rusas volvieron a la ofensiva cerca de las ciudades el 11 de noviembre, con ocho ataques repelidos. En noviembre de 2022, un ataque fallido de la DPR en Pervomaiske provocó daños en dos tanques de la DPR, y todavía se estaban combatiendo cerca del paso elevado inacabado de Republica Mist. Otros ataques ucranianos desalojaron temporalmente a las tropas rusas en el centro-sur de Pervomaiske. A fines de 2022, las fuerzas rusas habían capturado Opytne y la mitad sur de Vodiane.
A mediados de enero, tuvo lugar una batalla más grande por Vodiane, y la inteligencia ucraniana se enteró de la batalla una semana antes de que ocurriera. El 15 de enero, alrededor de las 9-10 de la mañana, elementos de la 1.ª Brigada Mecanizada Separada Slovyanska de la RPD atacaron el este de Vodiane desde un área inundada congelada al oeste de Opytne. Estos elementos no fueron apoyados por artillería. A las 12 p. m., un convoy de ocho a nueve BMP-2 rusos que se dirigía hacia el oeste de Vodiane (territorio controlado por Ucrania) fue alcanzado por fuego ucraniano, hiriendo al 70% de los soldados involucrados según el comandante ruso del ataque. Luego, dos T-72B se acercaron a la ciudad, pero fueron destruidos. Un tercer ataque tuvo lugar por la tarde, con algunos BMP que intentaron conducir cerca del puente entre Vodiane y Opytne (que había sido destruido durante los combates), pero también fueron destruidos por la artillería. Según el comandante del pelotón, los combates en Vodiane esa noche, como casi todas las noches, fueron inexistentes ya que no había visibilidad. También hubo ataques en Sieverne, al oeste de Avdiivka.
A fines de enero, las fuerzas rusas también afirmaron haber capturado el centro de Pervomaiske, pero esto no se pudo verificar en ese momento. En febrero de 2023, los medios de comunicación prorrusos afirmaron falsamente que el pueblo había sido capturado por completo por las fuerzas rusas. Un grupo de soldados rusos del destacamento "Tormenta" de Kaliningrado publicó un video en marzo de 2023, afirmando que estaban sufriendo grandes pérdidas mientras luchaban en Vodiane. Los ataques rusos a Vodiane se intensificaron el 15 de marzo de 2023. A principios de abril de 2023, las tropas rusas probablemente controlaban la mayor parte de Vodiane y habían llegado al noreste de Netailove. El estado mayor ucraniano afirmó haber repelido los ataques rusos en las áreas circundantes.

## Impacto
El 24 de marzo de 2023, un hombre murió en Pervomaiske a causa de los bombardeos rusos.
Los combatientes rusos en Vodiane afirmaron que "no hay una sola criatura viviente en la ciudad" debido a la destrucción.